# Česko na Eurovision Song Contest 2019

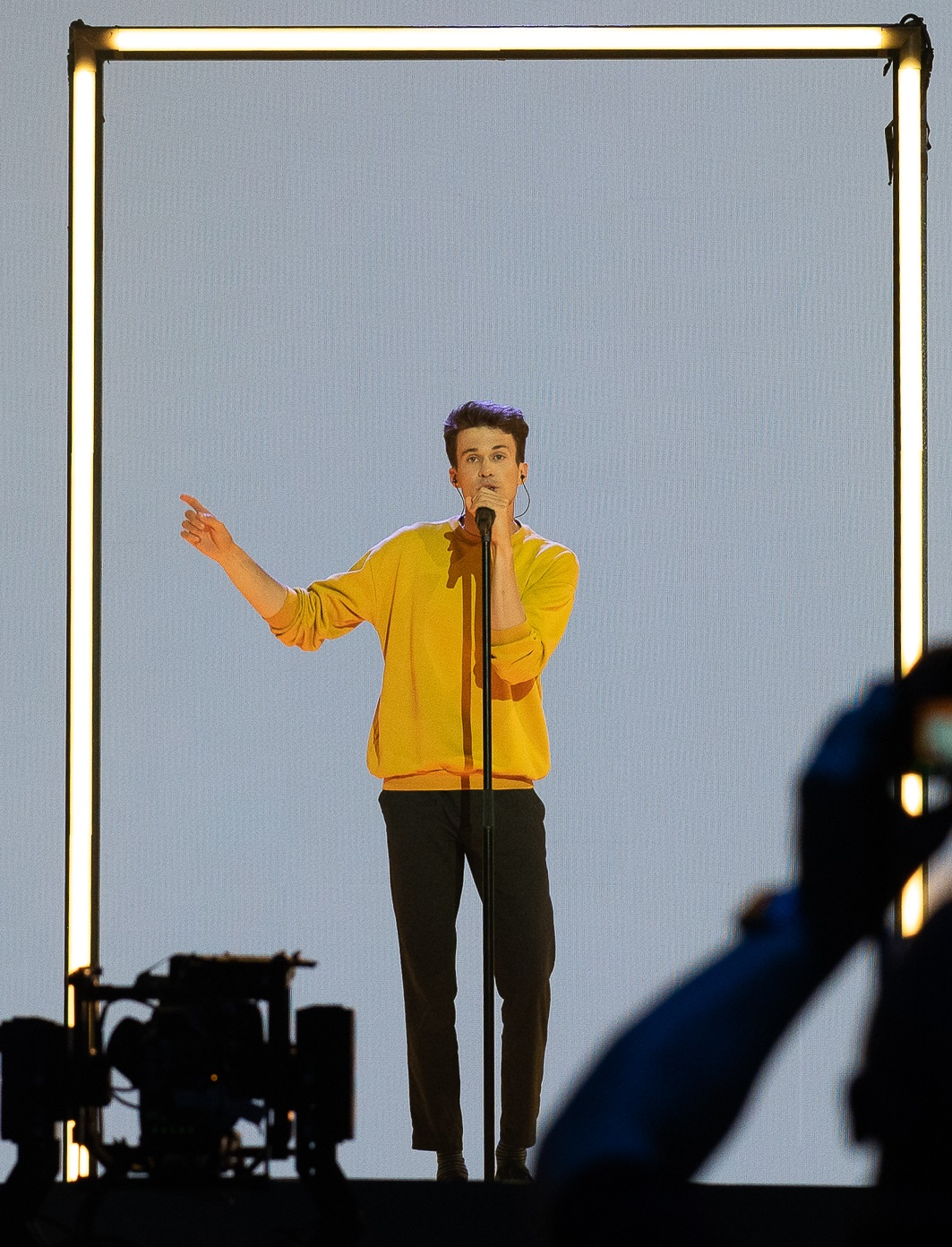
Frontman Lake Malawi, Albert Černý při zkušebním představení prvního semifinále, 14. května 2019

Česko se účastnilo 64. ročníku hudební soutěže Eurovision Song Contest 2019 v izraelském Tel Avivu. Národní finále organizovala veřejnoprávní Česká televize, vyhrála v něm kapela třinecká indie-popová skupina Lake Malawi se skladbou Friend of a Friend. Ta se v prvním semifinále samotné Eurovize umístila na druhém místě z celkového počtu 17 zemí a postoupila tak do finále. Zde získala celkově 11. místo z 41 zúčastněných zemí. Šlo tak o druhý největší úspěch České republiky na Eurovision, který se přiblížil českému úspěchu Mikolase Josefa z předchozího ročníku.

## Před Eurovizí
Národní výběrové kolo v Česku se jmenuje Eurovision Song CZ. Česká televize obdržela 300 návrhů různých skladeb, 60 z nich byli čeští muzikanti. Osm vybraných bylo oznámeno 7. ledna 2019 a jejich skladby byly přístupné veřejnosti. O výběru hlasovala mezinárodní porota složená z bývalých účastníků Eurovision a také veřejnost pomocí mobilní aplikace Eurovision. Výhercem se stala indie-popová skupina Lake Malawi, jenž skončila v hlasování v aplikaci jako druhá a u porotců první spolu s Jakubem Ondrou a skladbou "Space Sushi".
| Umělec          | Skladba               | Skladatelé                                                             | Porotci | Porotci | Hlasování veřejnosti | Bodů celkem | Umístění |
| Umělec          | Skladba               | Skladatelé                                                             | Celkem  | Body    | Hlasování veřejnosti | Bodů celkem | Umístění |
| --------------- | --------------------- | ---------------------------------------------------------------------- | ------- | ------- | -------------------- | ----------- | -------- |
| Andrea Holá     | "Give Me a Hint"      | František Valena                                                       | 53      | 8       | 4                    | 12          | 5        |
| Barbora Mochowa | "True Colors"         | Barbora Mochowa, Viliam Béreš, Koos Kamerling                          | 108     | 12      | 6                    | 18          | 4        |
| Hana Barbara    | "Poslední slova tobě" | Hana Schořová, Marcus Tran                                             | 45      | 4       | 1                    | 5           | 8        |
| Jakub Ondra     | "Space Sushi"         | Jakub Ondra, Michael Gubler, Boris Carloff, Viktor Dyk, Alasdair Bouch | 49      | 6       | 12                   | 18          | 2        |
| Jara Vymer      | "On My Knees"         | Jaroslav Vymer, Boris Carloff                                          | 40      | 3       | 2                    | 5           | 7        |
| Lake Malawi     | "Friend of a Friend"  | Jan Steinsdörfer, Maciej Mikolaj Trybulec, Albert Černý                | 108     | 12      | 10                   | 22          | 1        |
| Pam Rabbit      | "Easy to Believe"     | João Filipe de Carvalho, Pamela Koky                                   | 54      | 10      | 8                    | 18          | 3        |
| Tomáš Boček     | "Don’t Know Why"      | Tomáš Boček, Boris Carloff, Alasdair Bouch                             | 49      | 6       | 3                    | 9           | 6        |

## Eurovize
Eurovize 2018 se konala mezi 14. až 18. květnem 2019 v tel-avivském areálu Expo Tel Aviv. První semifinále proběhlo 14. května, druhé 16. a finále 18. Celkem se v roce 2019 účastnilo této soutěže 41 států (o dva méně než v ročníku předchozím). Komentátorem všech představení byl Libor Bouček.
Skupina Lake Malawi vystupovala na pódiu ve složení s frontmanem Albertem Černým, jež zpíval, s bubeníkem Antonínem Hrabalem a baskytaristou Jeronýmem Šubrtem.

### Semifinále
Skupina Lake Malawi se svou písní v prvním semifinále Eurovision umístila na druhém místě z sedmnácti. Jako třetí Češi v historii této soutěže tak postoupili do finále soutěže. U poroty kapela v semifinále skončila na prvním místě, u diváků na šestém.

### Finále
Ve finále skončila kapela na 11. místě z 26 účastníků, což je historicky druhý nejlepší výsledek Česka v této soutěži. U diváků byli v hlasování 24., u porotců sedmí. Nejvíce bodů (po dvanácti) získala kapela od porotců ze Slovinska, Maďarska, Norska a Gruzie. Od diváků získala nejvíce bodů (po dvou) od diváků z Moldávie, Islandu a Austrálie.